# Vanessa Ferrariová
Vanessa Ferrariová (* 10. listopadu 1990 Orzinuovi) je italská sportovní gymnastka.
Po matce je bulharského původu. S gymnastikou začala v sedmi letech v klubu Brixia Brescia. Od roku 2009 se připravuje ve sportovním centru italské armády.
V roce 2006 se stala mistryní světa ve víceboji, i když ve finále spadla z kladiny. Získala také bronzové medaile v prostných a na bradlech. Na MS 2007 byla ve víceboji třetí a na MS 2013 obsadila v prostných druhé místo. Je čtyřnásobnou mistryní Evropy (2006 družstva, 2007 víceboj a 2007 a 2014 prostná), dvakrát byla na ME druhá (2006 a 2009 prostná) a dvakrát třetí (2012 družstvo a 2021 prostná). Vyhrála pět závodů světového poháru v gymnastice, získala osm zlatých medailí na Středomořských hrách a stala se 22krát mistryní Itálie. Na olympijských hrách obsadila v letech 2012 i 2016 čtvrté místo v prostných. Na olympijských hrách v Tokiu v roce 2021 obsadila druhé místo. Po této první olympijské medaili ukončila profesionální kariéru.
V roce 2006 se stala italskou sportovkyní roku. V roce 2007 jí byl udělen Řád zásluh o Italskou republiku.